# Mathis Stock
Mathis Stock est un géographe français né en 1970 connu pour son travail autour du tourisme, notamment au sein de l'équipe de recherche « Mobilités, itinéraires, territoires/tourismes » dirigée par Rémy Knafou. Il a également contribué, avec Olivier Lazzarotti et Michel Lussault, à la conceptualisation de la notion d'« habiter » en géographie.
Mathis Stock, est professeur à l'Université de Lausanne, où il dirige l'Institut de géographie et durabilité.

## Travaux de recherches
En 2001, il soutient une thèse de doctorat à l'Université de Paris 7 dont le titre est : « Mobilités géographiques et pratiques des lieux : étude théorico-empirique à travers deux lieux touristiques anciennement constitués : Brighton & Hove (Royaume-Uni) et Garmisch-Partenkirchen (Allemagne) ».
Ses recherches s'inscrivent dans plusieurs thématiques :
D'abord, les modalités de l'habiter dans les sociétés contemporaines, où la mobilité joue un rôle à ses yeux crucial : Il a développé les concepts d'« habiter polytopique », d'« individus géographiquement pluriels » et de « régime d'habiter » pour décrire les nouvelles formes de l'habiter contemporain. Cette notion d'habiter occupe une grande part de sa production réflexive qui s'inscrit dans l’épistémologie de la géographie.
Il s'intéresse également aux pratiques touristiques en tant que manifestations spécifiques impliquant la mobilité spatiale. Il s'intéresse d'une part à leur place dans les modes d'habiter. Il explore aussi les pratiques touristiques par leur contribution à la qualité des lieux géographiques, qu'ils soient touristiques ou non. Dans la continuité de ces réflexions, il travaille également sur le développement à long terme des lieux touristiques et les processus d'urbanisation et de touristification : Ses recherches se concentrent sur le concept de « capital touristique », ainsi que sur la centralité des stations touristiques d'une part, et la touristification des métropoles d'autre part.
Enfin, Mathis Stock produit une réflexion sur la notion d'espace : Il se penche sur la manière de conceptualiser l'espace pour produire une approche pertinente en sciences sociales, et plus spécifiquement en géographie.Il réfléchit également à la possibilité de mobiliser les théories géographiques dans le cadre des théories sociales, en proposant a formulation « faire avec de l'espace » comme fondement de l'habiter.

## Publications

### Articles
- Mathis Stock et Léopold Lucas, « Capital spatial. Sept enjeux pour une contribution géographique à la théorie de la pratique de Pierre Bourdieu. », EspacesTemps.net,‎ 18 novembre 2022 (lire en ligne, consulté le 3 août 2023)

- Mosè Cometta et Mathis Stock, « Discursive Construction of a Destination. Urban Transition Through Tourism in Ticino Between 1980s and 2010s », Mondes du tourisme, no 19,‎ 15 septembre 2021 (ISSN 2109-5671 et 2492-7503, DOI 10.4000/tourisme.3620, lire en ligne, consulté le 3 août 2023)

- Mathis Stock, « Dix ans de Mondes du tourisme : éthique, droit à la mobilité et futur du tourisme après (?) la crise du Covid-19 », Mondes du tourisme, no 17,‎ 1er juin 2020 (ISSN 2109-5671 et 2492-7503, DOI 10.4000/tourisme.2643, lire en ligne, consulté le 3 août 2023)

### Livres
- Stock Mathis, Clément Vincent, Volvey Anne, Mouvements de géographie. Une science sociale aux tournants, Presses Universitaires de Rennes, 24 juin 2021 (ISBN 978-2-7535-8098-5, lire en ligne)
- Nathalie Ortar, Monika Salzbrunn et Mathis Stock, Migrations, circulations, mobilités. Nouveaux enjeux épistémologiques et conceptuels à l’épreuve du terrain., Presses Universitaires de Provence, 2018 (ISBN 979-10-320-0173-8, lire en ligne)
- Mathis Stock, Vincent Coëffé, Philippe Violier et Philippe Duhamel, Les enjeux contemporains du tourisme. Une approche géographique., Presses Universitaires de Rennes, 9 novembre 2017 (lire en ligne)